# شهرستان لینکلن (جورجیا)
شهرستان لینکلن، جورجیا (به انگلیسی: Lincoln County, Georgia) یک سکونتگاه مسکونی در ایالات متحده آمریکا است که در جورجیا واقع شده‌است.